# Territorialitat

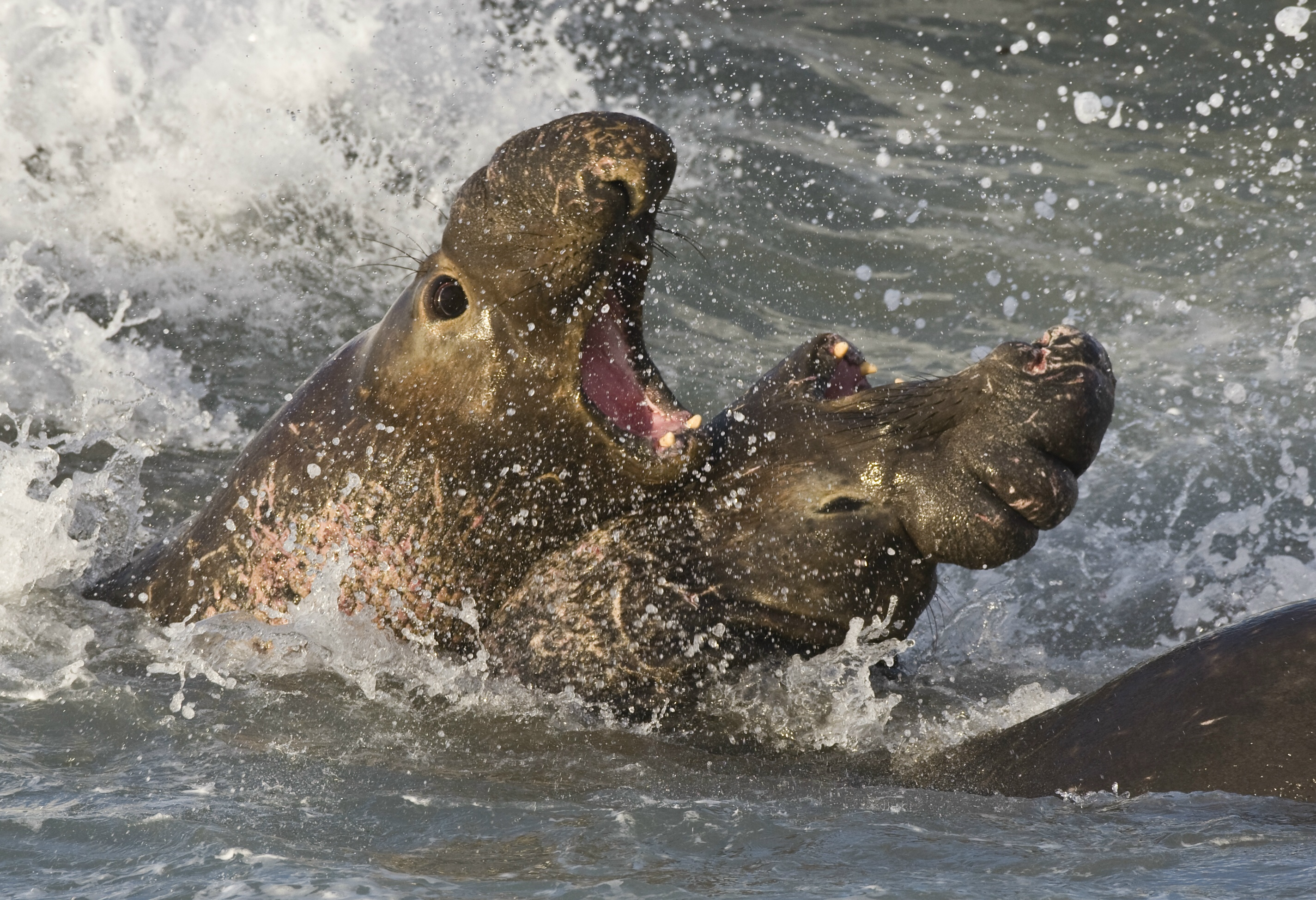
Foca elefant del Nord (Mirounga angustirostris) lluitant pel territori.

La territorialitat és l'actitud que tenen alguns animals de defensar un territori enfront altres individus de la mateixa espècie o d'una espècie diferent. La defensa no sempre és activa, i pot ésser molt específicament dirigida a individus del mateix sexe, de fora del grup o bé per individus que s'acosten amb intencions concretes.

## Història

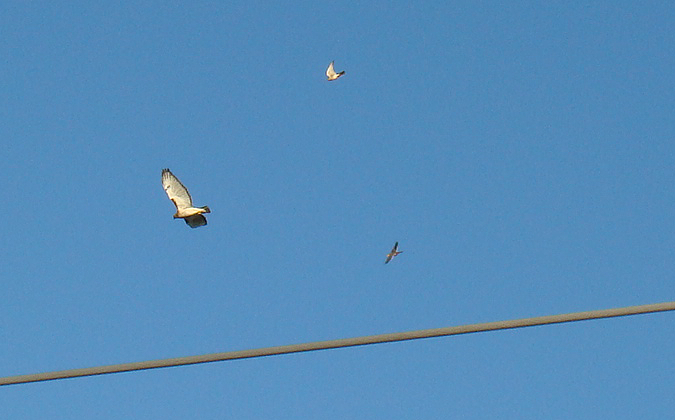
Dos exemplars territorials de Xoriguer americà atacant un Aligot de cua roja.

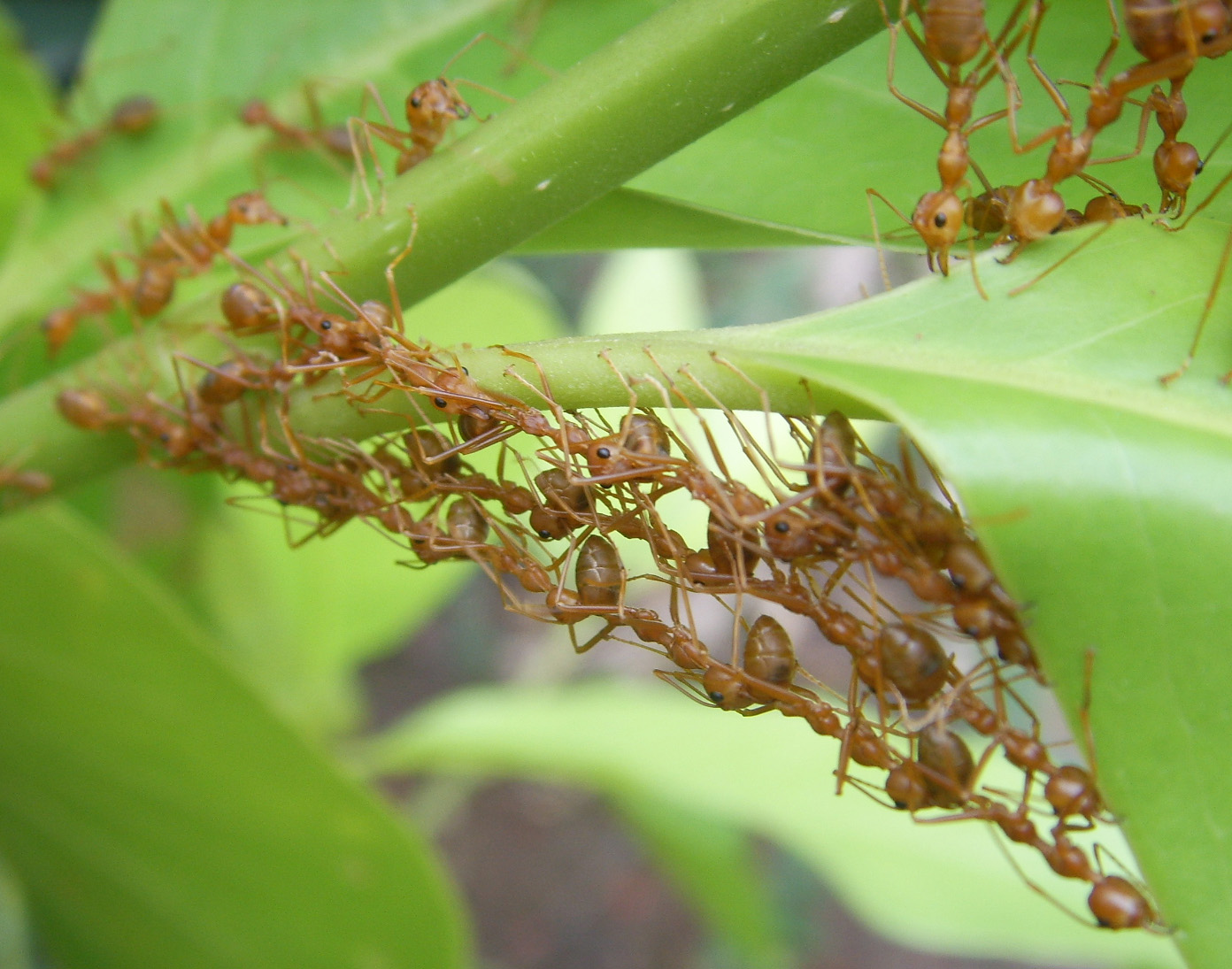
Obreres O. smaragdina (altament territorials) fent un niu a Tailàndia

El concepte de territori animal el va proposar per primer cop l'ornitòleg britànic Eliot Howard l'any 1920. A la dècada de 1930 va ser desenvolupat per l'ornitòloga americana Margaret Morse Nice. Tot i això, el concepte es va popularitzar a través del llibre de Robert Ardrey The Territorial Imperative, que de rebot va provocar una sobreestima de la importància del concepte, donat que són poques les espècies que presenten una territorialitat amb límits molt definits.

## Territoris clàssics
Els més obvis exemples de "territori clàssic" són les aus i els peixos, produint fortes coloracions per avisar de la seva territorialitat, com passa amb el pit-roig, i amb el peix Betta splendens. Animals com aquests defensen els territoris que tenen els seus llocs d'implantació i recursos suficients d'aliment per a ells i la seva descendència. La defensa rarament pren la forma de lluita real: més usualment són desplegaments, com:
- Visuals: intensos colors
- Auditius: com en molts reclams d'aus, o els crits del gibó
- Olfactoris: a través de deposicions de marques d'olor, com orina. Molts mamífers territorials usen el marcatge territorial amb olors per a assenyalar els límits dels seus territoris; marques de deposicions d'orina, excrements, o fregant parts els seus cossos amb secrecions de glàndules odoríferes especialitzades contra el substrat. Per exemple, els gossos i altres espècies de cànids marquen amb orina i excrements, mentre els gats marquen raspant les seves arpes contra objectes, acompanyats de freguis laterals. Molts prosimis usen el marcat territorial, per exemple, el lèmur de panxa vermella crea àrees territorials per a grups de dos a deu individus en el bosc plujós de l'est de Madagascar amb marcat per olor, un altre, el mascle del sifaca de diadema també marca amb olor els seus territoris defensats en algunes d'aquestes repoblaments.

Els invertebrats que mostren territorialitat inclouen algunes formigues, abelles o cargols marins com Lottia gigantea.

## Defensa del territori
Els territoris poden ser defensats per individus, per parelles o per grups.